# Jim Crawford
James Alan "Jim" Crawford (Dunfermline, 13 de fevereiro de 1948 – Tierra Verde, 6 de agosto de 2002) foi um automobilista britânico que participou de 2 Grandes Prêmios de Fórmula 1, em 1975, pela equipe Lotus (Grã-Bretanha, onde abandonou, e Itália, onde terminou em 13º lugar).
Entre 1984 e 1995, fez carreira na CART, tendo participado de 23 corridas, largando em 18 delas e não conseguindo largar no GP de Milwaulee de 1985, além de não ter se classificado 4 vezes. O máximo que Crawford obteve na categoria foram 2 4ºs lugares, obtidos nas edições de 1984 e 1985 do GP de Long Beach. Após não conseguir vaga nas 500 Milhas de Indianápolis de 1995, quando correu num terceiro carro da Hemelgarn, encerrou sua carreira aos 47 anos.
Morreu em 6 de agosto de 2002, vitimado por problemas hepáticos.